# San José de la Sabanilla
San José de la Sabanilla es una localidad del estado mexicano de Guanajuato. Es parte del municipio de Jerécuaro.

## Toponimia
El nombre «San José» hace referencia al santo patrono de la localidad: José de Nazaret.

## Demografía
| Gráfica de evolución demográfica |
|                                  |

| Censo | Población |
| ----- | --------- |
| 1900  | 703       |
| 1910  | 758       |
| 1921  | 587       |
| 1930  | 542       |
| 1940  | 106       |
| 1950  | 165       |
| 1960  | 560       |
| 1970  | 617       |
| 1980  | 983       |
| 1990  | 1 291     |
| 2000  | 1 659     |
| 2010  | 1 919     |
| 2020  | 2 360     |